# Parafia św. Stanisława we Wschowie

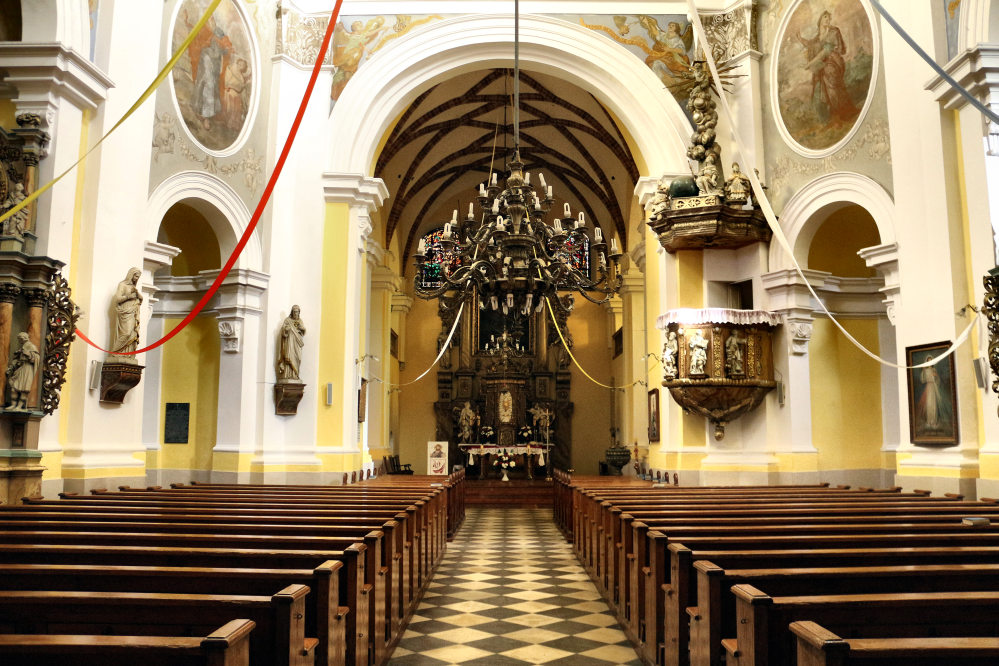
wnętrze kościoła parafialnego

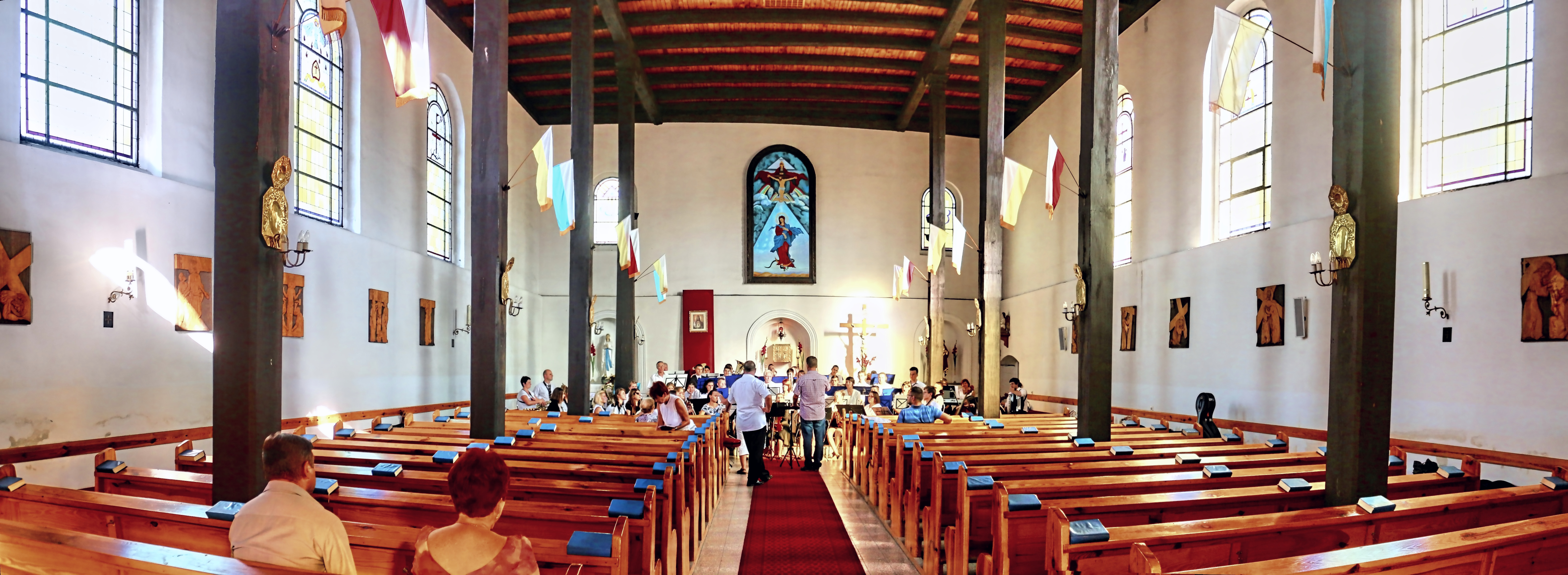
Wnętrze kościoła św. Trójcy

Parafia św. Stanisława we Wschowie – rzymskokatolicka parafia, położona w dekanacie Wschowa, diecezji zielonogórsko-gorzowskiej, metropolii szczecińsko-kamieńskiej w Polsce, erygowana w 1326.